# 萨罗卡德列达
萨罗卡德列达，是西班牙加泰罗尼亚莱里达省的一个市镇。 总面积42平方公里，总人口457人（2001年），人口密度11人/平方公里。